# Cốc Cốc
Cốc Cốc浏览器（原名Cờ Rôm+）是越南的一款免费网页浏览器，主要面向越南市场，由越南Cốc Cốc公司基于Chromium的开放源代码而研发出来的，同Google Chrome、Opera和Comodo Dragon使用同一种平台。Cốc Cốc浏览器支持Windows和OS X两种操作系统，以及英语和越南语两种语言。